# چشمه طلا (سلسله)
چشمه طلا (سلسله)، روستایی از توابع بخش فیروزآباد شهرستان سلسله در استان لرستان ایران است. زبان مردم این روستا لکی است.

## جمعیت
این روستا در دهستان قلائی قرار دارد و بر اساس سرشماری مرکز آمار ایران در سال ۱۳۹۵، جمعیت آن ۲۰۳ نفر بوده که ۱۰۰ نفر مرد و ۱۰۳ نفر زن بوده‌اند. این در حالی است که جمعیت این روستا در مقایسه با سرشماری سال ۱۳۸۵، ۴۰ نفر کاهش داشته‌است. روستای چشمه طلا دارای ۴۹ خانوار می‌باشد.